# 村上今日子
村上 今日子（むらかみ きょうこ）は日本で活動する元ミュージカル俳優およびダンサーおよびジャズダンス指導者である。福岡県福岡市出身で同地在住。元劇団四季所属。

## 来歴
3歳からジャズダンスを始め、その後ワイダンスカンパニーにてバレエも始めた。その後留学のためアメリカ合衆国へ渡米し、ニューヨークで活動していた。帰国後に劇団四季研究生オーディションに合格し2011年4月に研究所へ入所する。同年8月10日に開幕したクレイジー・フォー・ユー東京公演においてスージー役で初舞台出演を果たす。以降ダンス演目を中心に活動していたが、2021年3月31日付けで四季を退団していたことを同年9月15日に開設した公式インスタグラムで発表した。退団後は俳優を引退しダンサーに転向し、並行して地元福岡市を拠点にジャズダンス指導者として活動している。

## 人物
夫は元劇団四季の二橋純。夫とはアラジンで共演経験があり、共に同作品のオリジナルキャストである

## 主な出演作品
- クレイジー・フォー・ユー（スージー）
- ウェストサイド物語（テレシタ、エステラ）
- キャッツ（タントミール）
- 王様の耳はロバの耳（綿毛の精、町の女/夕暮れの精）
- ライオンキング（アンサンブル）
- アラジン（アンサンブル4枠）
- パリのアメリカ人（アンサンブル7枠）